# Mike Hughes (remer)
Mike Hughes   (Saint Catharines, 7 d'agost de 1959) és un remer canadenc, ja retirat, que va competir durant les dècades de 1970 i 1980.
El 1984 va prendre part en els Jocs Olímpics d'Estiu de Los Angeles, on va guanyar la medalla de bronze en la competició del quàdruple scull del programa de rem. Formà equip amb Doug Hamilton, Phil Monckton i Bruce Ford.
En el seu palmarès també destaca una quarta posició al Campionat del Món de rem de 1983. Es graduà per la Universitat Estatal de Pennsilvània el 1984 i es retirà el 1985.